# Драгун Юлія Юріївна
Драгун Юлія Юріївна (25 червня 1955, с. Новоселиця, Тячівський район, Закарпаття — 26 травня 2023) — українська письменниця, драматург, казкарка, етнопедагог і оповідачка цікавих легенд, переказів, бувальщин.
Юлія Драгун — членкиня Національної спілки письменників України, Української асоціації письменників, творчого об'єднання «Митці Тячівщини», Всеукраїнського об'єднання «Письменники Бойківщини», член редакційної ради Всеукраїнського дитячого журналу «Дзвіночок».

### Книги
Юлія Драгун є автором 23 художніх книг, серед яких поетичні, прозові збірки, книги для дітей: «Хто раніше всіх встає?» (2009), «Горнятко доброти» (2010), «Зернятка мудрості» (2011), «Зернятка мудрості» (угорською мовою (2020)). «Посміхайтесь добрим людям» (2012), «Веселіться, верховинці» (2013), «Карпатська цілюща криниця» (2014), «Сяйво моїх думок» (2014), «Кошик, повний доброти» (чеською мовою (2014)), «Дорога до криниці доброти» (2015), «Мереживо чудесних мрій» (2015), «Перли Верховини» (2015), «Правдива дорога» (2016), «Небом сонечко гуляє» (2016), «Дзвінчики пастушків» (2016), «Ой віночку з барвіночку» (2017), «Щасливо бути — це доля» (2018), «Як гарно мати друзів» (2019), «Калинові береги» (2019), «Моя Україна — квітковий розмай» (2019), «Пісні написані Карпатськими Небесами» (2020), «Ангеликові дарунки» (2022), «Казкові візерунки» (2022), готується до друку прозова книга «Духовний хліб ніколи не черствіє»; п'ятнадцяти п'єс та двох сотень п'ятдесяти віршів, покладених на музику.
Казки, п'єси та сценки для дітей та юнацтва періодично друкуються в дитячих журналах «Дзвіночок» і «Малятко», в громадсько-політичному ілюстрованому журналі «Жінка»  та інших періодичних виданнях.

### Відзнаки
Юлія Юріївна — учасниця літературних, поетичних, мистецьких та етнографічно-культурологічних загальнонаціональних та міжнародних конкурсів і фестивалів. Лауреат літературної премії «Гілка золотого каштана», лауреат Міжнародної літературно-мистецької премії імені Григорія Сковороди, Міжнародної літературно-мистецької премії імені Миколи Сингаївського, літературно-мистецької премії імені Івана Нечуя-Левицького, лауреат Всеукраїнської літературно-мистецької премії імені Василя Юхимовича, лауреат премії імені Архипа Тесленка (м. Прага, Чехія), лауреат літературно-мистецької премії УФК «Шануймо рідне…» імені Данила Бакуменка (2022), лауреат Міжнародної літературно-мистецької премії УФК імені Бориса Олійника (2022), лауреат літературно-краєзнавчого конкурсу імені Мирона Утриска, лауреат Всеукраїнського літературного конкурсу імені Леся Мартовича, лауреат літературного конкурсу імені Володимира Дроцика.
Нагороджена медалями: «За працю і звитягу» (Указом Президента України (2015), «За розвиток Закарпаття» Закарпатської облради та обласної державної адміністрації (2019), «Знамення Пресвятої Богородиці» І ступеня (2016), «За вірність заповітам кобзаря» (2020), «За служіння мистецтву» (2020). Почесною відзнакою: нагрудним знаком «За розвиток Тячівщини» (2015), Почесною грамотою Українського фонду культури ім. Бориса Олійника (2020).
Письменниця є своєрідним рекордсменом за кількістю проведених зустрічей з читачами та презентацій не тільки на теренах нашої Батьківщини, а й в таких країнах, як Чехія, Словаччина, Угорщина та Румунія. Про Юлію Драгун знято теленовелу «Калинові барви осінніх слів» і теленарис «Мистецтво жити» (Телеканал «Тиса-1») та документальний фільм «Закарпатський феномен — Юлія Драгун».
Юлія Драгун проводить активну діяльність щодо розвитку та відродження української культури, збереження духовних цінностей та української етнографічної спадщини. Має багато відзнак: за самовіддану літературну працю, організацію творчих зустрічей, за значний особистий внесок у культурний розвиток Закарпаття, за вагомий внесок у пропаганду літератури для дітей краю, високу професійну майстерність та активну громадську позицію.